# Комстадиус, Август Фёдорович
Август Фёдорович Комстадиус (1777 — 3 (15) августа 1856, Садовое-Фалеевка, Российская империя) — российский государственный деятель, тайный советник (1829); херсонский губернатор (1821—1828).

## Биография
21 августа 1821 года произведён в статские советники и с 26 августа назначен херсонским гражданским губернатором в должности которого пребывал до 1 января 1828 года. Его связывала тесная дружба с филантропом англичанином Джоном Говардом. В 1826 году А. Ф. Комстадиус участвовал в перестройке памятника Говарду в Херсоне.
2 апреля 1823 года произведён в действительные статские советники, а 13 апреля 1829 года произведён в тайные советники.
Скончался 3 августа 1856 года в Фалеевке, где и был погребён.

## Семья
- Отец — Фёдор Савельевич Комстадиус
- Мать — Доротея (в девичестве Деринг; †1795)
- Жена — Авдотья Васильевна (в девичестве Синельникова; 1782—1830), дочь майора Василия Ивановича Синельникова и Софии Ивановны Селецкой (дочери Екатеринославского губернатора Ивана Яковлевича Селецкого).
  - Дочь — Варвара (6 декабря 1832 — ?)
  - Дочь — София (16 июня 1834 — ?)
  - Сын — Николай (14 октября 1836 — 24 июня 1872), полковник
    - Внук — Николай (1866—1917) — генерал, командир Кирасирского Его Величества лейб-гвардии полка.

  - Сын — Фёдор (1839 — ?)

- Брат — Карл Фёдорович Комстадиус — предводитель дворянства Херсонской губернии, коллежский секретарь, поручик артиллерии в отставке. Его сыновья —  Осип и Август Карловичи Комстадиусы  —  погибли при обороне Севастополя (их письма к сестре и матери в Фалеевку напечатаны в журнале «Русская старина» за сентябрь 1890 года). Дочь — Мария Карловна вышла замуж за Льва Андреевича Ергомышева (1808—1859) — капитана 1-го ранга российского флота, участника Синопского сражения и обороны Севастополя.

## Награды
- Орден Святой Анны IV степени
- Орден Святой Анны III степени
- Орден Святой Анны II степени с алмазами
- Орден Святой Анны I степени
- Орден Святого Владимира IV степени
- Орден Фридриха II класса
- Медаль «В память Отечественной войны 1812 года»
- Медаль «За взятие Парижа»
- Медаль «За турецкую войну»
- Золотое оружие «За храбрость» (за храбрость в сражении под Лейпцигом)